# Saverdun
Saverdun là một xã trong vùng Occitanie, thuộc tỉnh Ariège, quận Pamiers, tổng Saverdun. Tọa độ địa lý của xã là 43° 14' vĩ độ bắc, 01° 34' kinh độ đông. Saverdun nằm trên độ cao trung bình là 235 mét trên mực nước biển, có điểm thấp nhất là 209 mét và điểm cao nhất là 374 mét. Xã có diện tích 61,47 km², dân số vào thời điểm 1999 là 3589 người; mật độ dân số là 58 người/km².

## Thông tin nhân khẩu
| 1962  | 1968  | 1975  | 1982  | 1990  | 1999  |
| ----- | ----- | ----- | ----- | ----- | ----- |
| 3 447 | 3 916 | 3 969 | 3 639 | 3 568 | 3 589 |

## Nhân vật nổi tiếng
- Jacques Fournier (1285 - 1342), Giáo hoàng.